# 5321 Jagras
5321 Jagras este un asteroid din centura principală de asteroizi.

## Descriere
5321 Jagras este un asteroid din centura principală de asteroizi. A fost descoperit pe 14 noiembrie 1985 la Brorfelde de Jensen, P., Augustesen, K., Fogh Olsen, H. J.. Asteroidul prezintă o orbită caracterizată de o semiaxă mare de 2,58 ua, o excentricitate de 0,22 și o înclinație de 13,6° în raport cu ecliptica.